# Fresnay-le-Comte
Fresnay-le-Comte – miejscowość i gmina we Francji, w Regionie Centralnym, w departamencie Eure-et-Loir.
Według danych na rok 1990 gminę zamieszkiwało 308 osób, a gęstość zaludnienia wynosiła 37 osób/km² (wśród 1842 gmin Regionu Centralnego Fresnay-le-Comte plasuje się na 833. miejscu pod względem liczby ludności, natomiast pod względem powierzchni na miejscu 1230.).